# Геракл-младенец
«Геракл-младенец» — сатировская драма древнегреческого драматурга Софокла (V век до н. э.) на тему беотийских мифов, от текста которой сохранились только два коротких отрывка (в общей сложности три строки). Эти отрывки содержат две сентенции: «Ведь лучше благодарность воздавать // Богам, чем смертным» и «Свершившему и претерпеть достойно».
Детали сюжета неизвестны. Исходя из названия, исследователи предполагают, что в пьесе младенец Геракл убивает змей, подосланных ревнивой богиней Герой, и таким образом впервые демонстрирует свою доблесть.